# Баржа

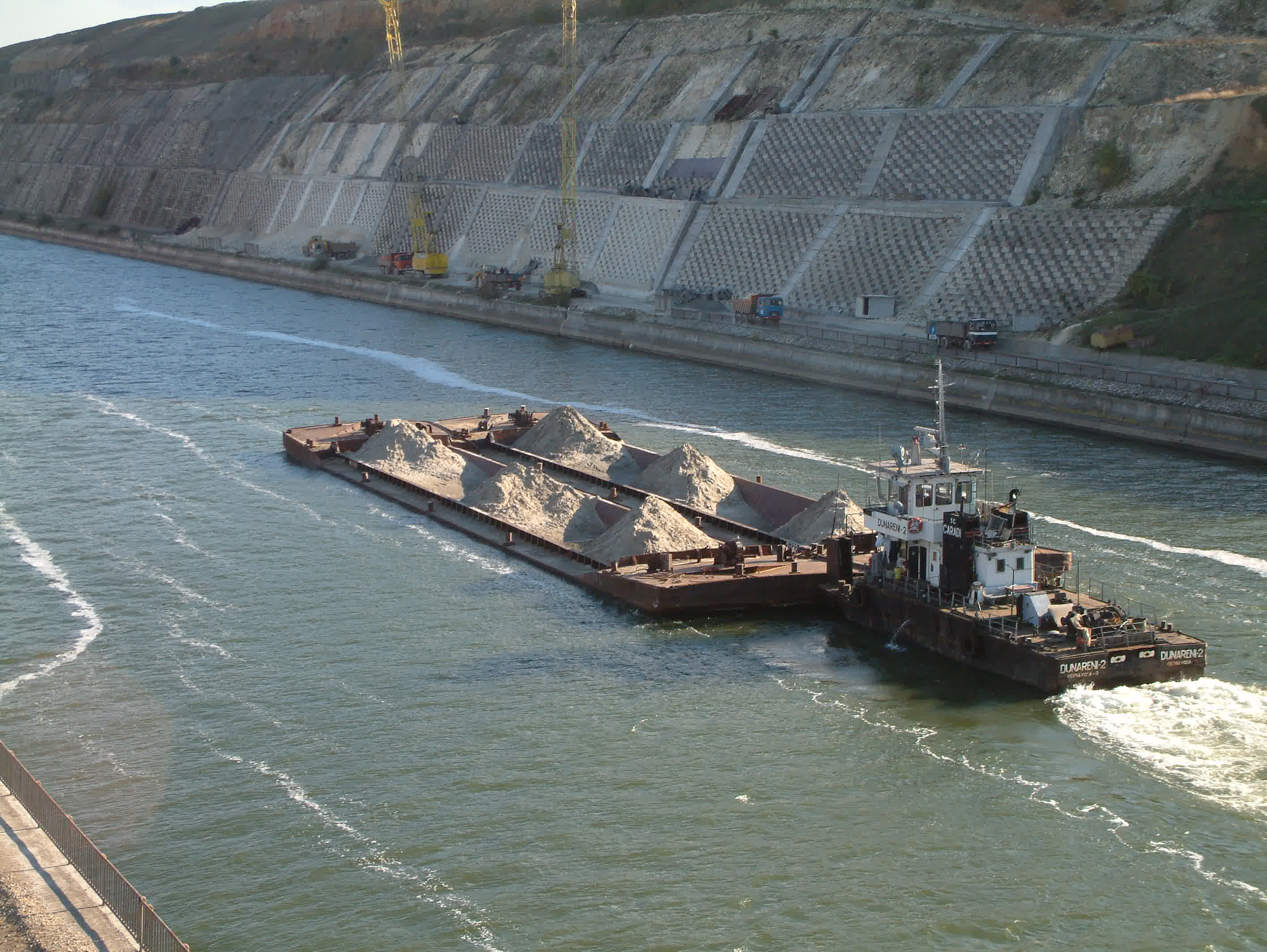
Суховантажна баржа-майданчик із судном-штовхачем

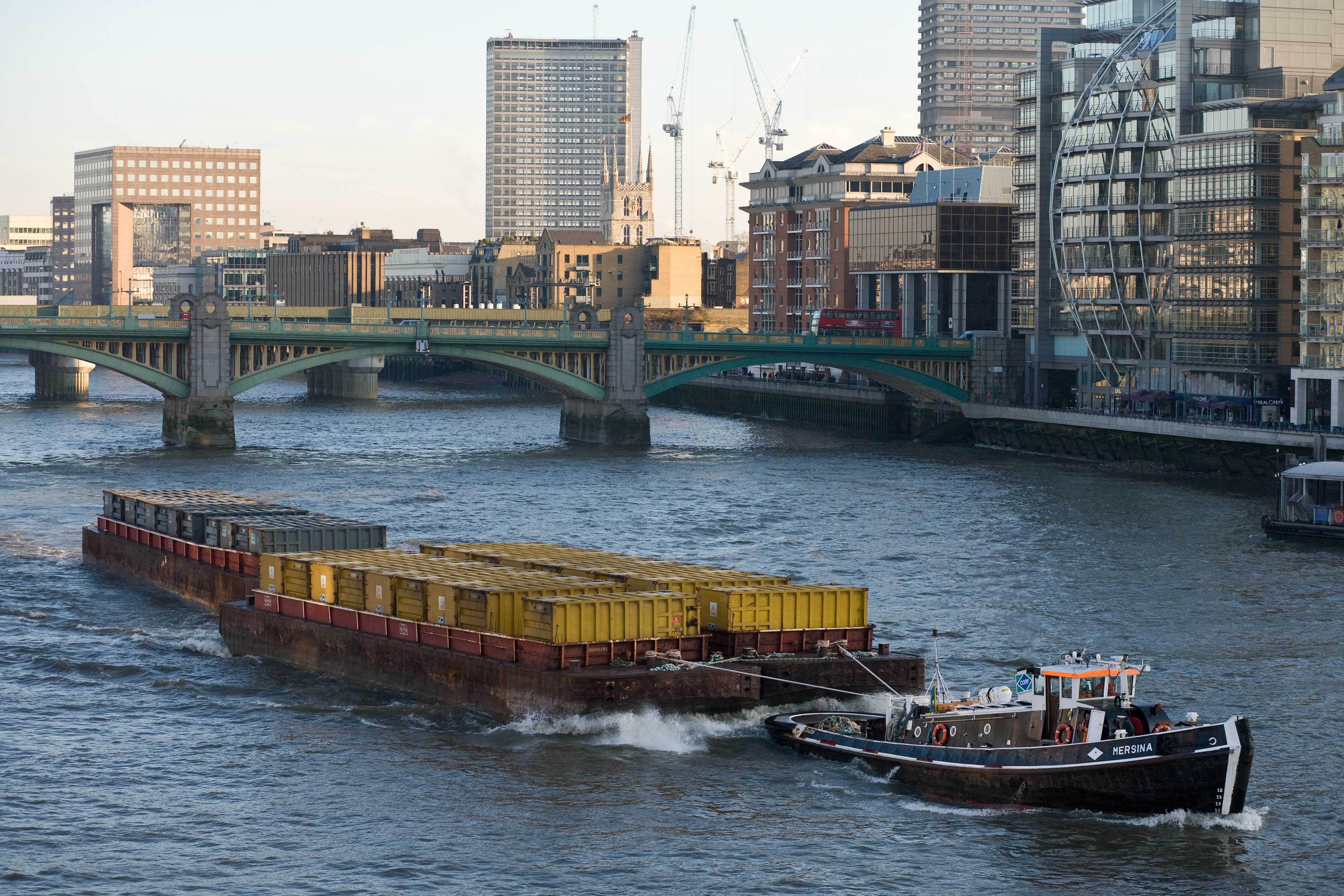
Баржі на буксирі (Темза, 2009)

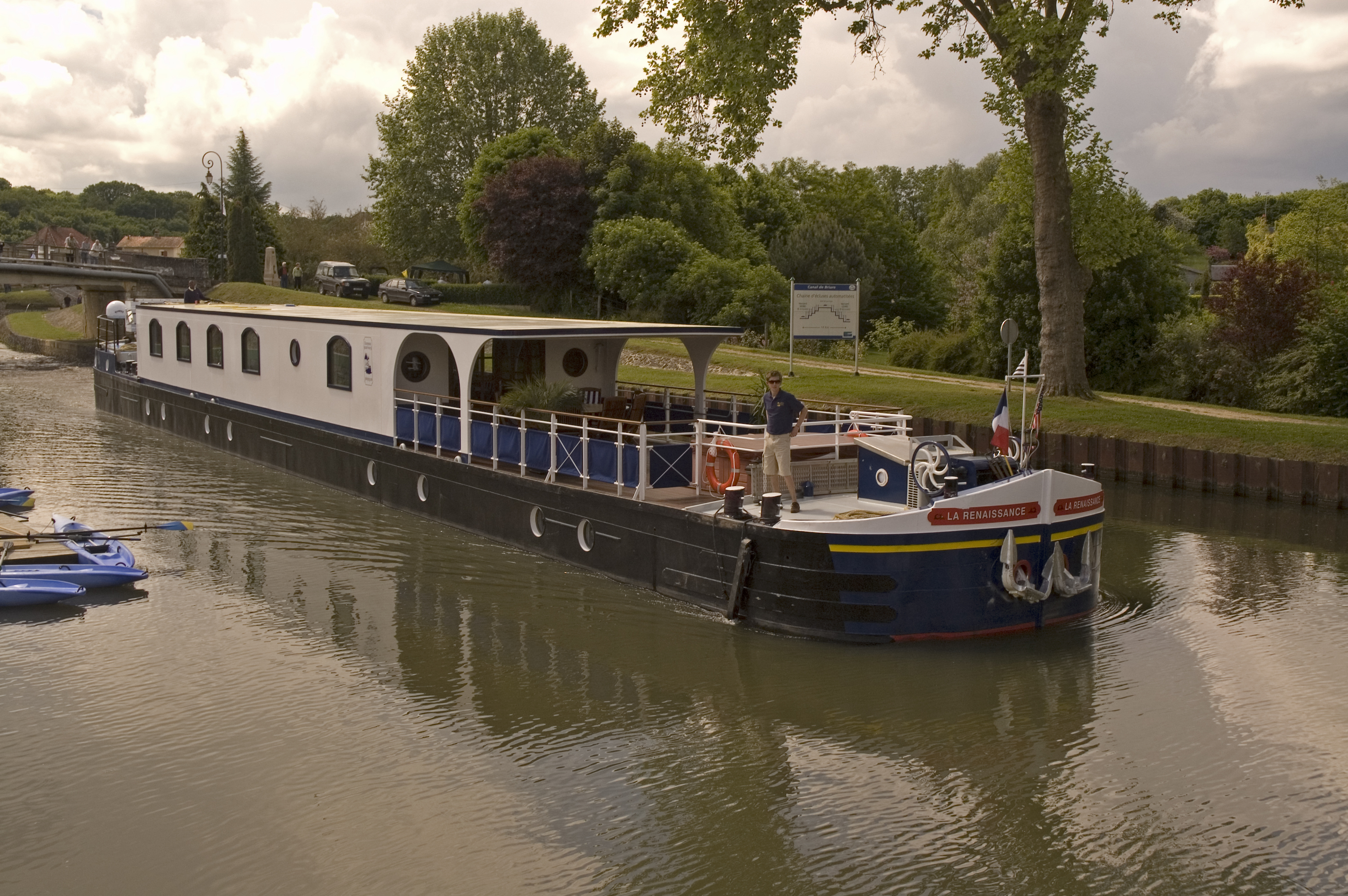
Баржа-готель на Бріарському каналі

Ба́ржа (від фр. barge) — плоскодонне несамохідне або самохідне вантажне судно зі спрощеними обрисами корпусу. Іноді баржами називають тихохідні вантажні судна зі спрощеними обрисами.

## Види барж
Баржі за районом плавання поділяються на річкові, рейдові і морські:
- річкові баржі використовують на внутрішніх водах — річках, озерах, каналах;
- рейдові баржі використовують для перевезень вантажів на рейді або в закритій від хвиль акваторії;
- морські баржі здатні здійснювати переходи морем.

Баржі за видом вантажу, який перевозиться поділяються на дві категорії: суховантажні та наливні.
Суховантажні баржі поділяють на трюмні, баржі-майданчики і спеціалізовані. У трюмних барж вантажністю понад 400 т трюми є повністю відкритими, борти і дно виконуються подвійними. Трюмні баржі меншої вантажності зазвичай мають одинарні борти й днище. Трюмні баржі, що перевозять вантажі, які не допускають підмочування, зверху закриваються зсувними люковими кришками. Баржі-майданчики призначені для перевезення вантажів на палубі. До спеціалізованих барж належать баржі-гаражі для перевезення автотракторної техніки, зерновози, саморозвантажувальні баржі для перевезення цементу, баржі-готелі тощо.
Наливні баржі перевозять рідкі продукти (головним чином нафтопродукти) безпосередньо в трюмах або у спеціальних вмонтованих ємностях. При перевезенні в'язких продуктів вони обладнуються системами підігрівання.

## Особливості експлуатації
Суховантажні баржі мають вантажність від 100 до 4000 т, наливні — до 11 000 т. Баржі експлуатуються в основному на внутрішніх водних шляхах (річки, озера, водосховища), рідше — у морських умовах (внутрішні або прибережні моря, протоки).
На внутрішніх водних шляхах з барж формуються потяги, що містять від однієї до декількох барж. Несамохідна баржа може рухатись у парі із судном-штовхачем. Кормова частина такої баржі містить виріз для входження носової частини судна-штовхача. Обидва судна для такої взаємодії оснащуються гідравлічним пристроєм зчеплення. Баржа і судно-буксир обладнуються також буксирним пристроєм для забезпечення можливості руху баржі на буксирі.

## Приклади спеціалізованих барж
Баржа бурова(рос. буровая баржа; англ. drilling barge; нім. Bohrbarge) — тип шельфового бурового судна старих конструкцій з плоским дном і кораблеподібним корпусом; пізніші типи — достатньо малі бурові судна водотоннажністю понад 10 000 тонн.
Баржа для капітального ремонту свердловин(рос. баржа для капитального ремонта скважин; англ. well workover barge; нім. Barge für Sondengeneralreparatur) — пересувне бурове устаткування, обладнане для виконання робіт з капітального ремонту свердловин.